# Pseudonympha sabacus
Pseudonympha sabacus är en fjärilsart som beskrevs av Henry Trimen 1866. Pseudonympha sabacus ingår i släktet Pseudonympha och familjen praktfjärilar. Inga underarter finns listade.